# Jacob Mark
Jacob Mark, né le 16 octobre 1991 à Køge (Danemark), est un homme politique danois, membre du Parti populaire socialiste.

## Biographie
Jacob Mark rejoint le Parti populaire socialiste en 2007. Il est élu conseiller municipal de Køge lors des élections municipales de novembre 2009. Il est réélu lors des élections de novembre 2013, à l'issue desquelles il devient président de la commission de l'enfance du conseil municipal,.
Il commence en 2013 des études en journalisme, administration et politique à l'université de Roskilde, et obtient une licence en 2017.
Il est élu député au Folketing lors des élections législatives du 18 juin 2015. Il devient président du groupe parlementaire du Parti populaire socialiste en 2016.
Il remporte un second mandat lors des élections législatives de juin 2019. Il reste alors le président de son groupe, dont il devient également porte-parole pour l'enfance et l'éducation.
En novembre 2021, il se met en congé de son mandat parlementaire pour cause de stress. Karina Lorentzen Dehnhardt est désignée nouvelle présidente du groupe parlementaire en janvier 2022. Il reprend son mandat en juin 2022.
Il est réélu pour un troisième mandat lors des élections du 1er novembre 2022.
En août 2024, il retrouve la présidence du groupe parlementaire de son parti. En octobre, il annonce qu'il quittera le Folketing le 1er décembre pour rejoindre le secteur privé. Il rejoint alors l'entreprise énergétique Andel (da) en tant que lobbysiste.
En août 2025, il est recruté comme chef de département pour l'Association danoise pour la protection de la nature (en), une organisation non gouvernementale.

## Vie privée
Il se marrie en octobre 2021 avec Christina Krzyrosiak Hansen, maire sociale-démocrate de Holbæk. Le couple a un fils, né à l'été 2023.